# Баас
Арапска социјалистичка партија Баас (арап. حزب البعث العربي الاشتراكي, Ḥizb Al-Ba‘ath Al-‘Arabī Al-Ishtirākī) политичка је странка чија се идеологија заснива на арапском национализму и арапском социјализму. Основана је 1947. године.  Била је најјача странка у Сирији, а раније је била и у Ираку.

## Историја
Баас влада у Сирији од 8. марта 1963. до 2024.године, а Ираком је владао у 1963, а онда поново од 1968. па све до 2003.
Мото партије је: јединство, слобода, социјализам, а веровања партије комбинована су са пан-арабизмом, арапским национализмом и арапским социјализмом (више се залажу за то него марксизам). Дана 16. маја 2003. по одлуци окупационе власти, збачен је режим партије Баас и Садама Хусеина а Баас је постала забрањена партија. Међутим 10. јануара председник САД Џорџ Буш је рекао Американцима да дозволе Ирачанима да започну политички живот своје државе кад влада спроведе анти БАСП законе и успостави поштен процес додавања амандмана у устав Ирака.
Упркос томе што деле мото партије, баасисти у Ираку и Сирији су постали толико различити да се данас партијски сукобљавају. Убрзо након оснивања партије су се поделили. Такође постоји партија у Либану коју предводи Асем Кансо, шиитски радник, курдског порекла.
У сиријском парламенту, партија има 135 од 250 седишта што је више од пола сиријског парламента.